# Boris Le Lay
Pour les articles homonymes, voir Le Lay.
Boris Le Lay, né le 8 juillet 1981 à Quimper, est un blogueur et militant français néonazi.
Nationaliste breton, il anime le site extrémiste breizatao.com et le site Démocratie Participative, ouvertement néonazi, antisémite, homophobe et raciste.
En fuite depuis plusieurs années au Japon, il cumule plus de dix ans de condamnations à de la prison ferme, une fiche S, une notice rouge et treize mandats de recherche. Ces mesures sont inopérantes en l'absence de convention d'extradition entre la France et le Japon.
Il créé en 2021 le site internet du Parti national breton, en référence à l'ancien parti collaborationniste des années 1930-1940. Ce site devient l'organe de communication d'un groupuscule néo-nazi du même nom.

## Biographie
Boris Le Lay naît le 8 juillet 1981 à Quimper, en France, au sein d'une famille bretonne. Il est élevé par sa seule mère, employée de station-service, entre Elliant et Rosporden. Son père, absent de son éducation, est maçon.
Vers 2004, il suit des d'études histoire, sans obtenir de diplôme, et d'un BTS en audiovisuel, Boris Le Lay rejoint le mouvement nationaliste breton Adsav. En 2006, menacé d'exclusion pour des « questions de comportement », il le quitte de lui-même,. Aux alentours de 2005, il est également surveillant à mi-temps dans un lycée de sa ville natale. Des élèves le signalent au CPE du lycée après des propos ambigus sur la Shoah et le Troisième Reich.
En juin 2006, il fonde avec Dominique Lambert une association d'amitié entre la Bretagne et Israël appelée « Breizh-Israël », avant de s'en éloigner[Quand ?]. Il estime alors nécessaire l'alliance entre Bretons et Juifs afin de lutter contre l'immigration, « étant entendu que les Bretons sont en droit de réclamer pour eux-mêmes comme pour les juifs un État national fort ». Dès sa fondation, l'association organise une contre-manifestation contre un rassemblement de gauche demandant la reprise des aides européennes à l'Autorité palestinienne.
En septembre 2007, dans le cadre d'un canular et afin de revendiquer son nationalisme breton, Boris Le Lay publie une annonce dans la catégorie « Arts et antiquités » du site de vente en ligne eBay, proposant de mettre la France aux enchères. Il précise notamment aux éventuels acheteurs que « la République est composée de nations minoritaires muselées » et qu'elle est dotée d'un « superbe appareil d'État à rénover ».
Fin 2008, il crée le « blog de Boris Le Lay » qui publie plusieurs billets par jour avec un antisémitisme des « plus crus ». Effectuant un changement idéologique radical, il y développe notamment des éloges de l'Allemagne nazie sur le complot juif, l'inceste, la « pédomanie » et l'homosexualité judaïque et appelle à la « croisade » contre la « secte mahométane ». Le seul élément explicatif à ce changement recueilli par les journalistes Dominique Albertini et David Doucet vient d'Hervé Ryssen, qui assure que Le Lay aurait changé de point de vue en lisant son livre Les Espérances planétariennes. Se considérant comme un nationaliste breton, il commente l'actualité sur les réseaux sociaux et sur YouTube, commençant chacune de ses vidéos par le gimmick « Bevet Breizh, Breizh Atao ! », ce qui signifie « Vive la Bretagne, Bretagne toujours ! »,.
En mars 2008, il est présenté comme le chargé des relations Europe du nouveau Mouvement des damnés de l'impérialisme de Kémi Séba, et signe une tribune favorable à ce dernier sur Vox NR. En 2009, il s'en prend à Pierre Sautarel, animateur de François Desouche, le qualifiant de « traître et suceur de juifs ». Il anime à la même époque un autre site intitulé Le Journal des indigènes. Il se rapproche d'Hervé Ryssen, qu'il accueille sur son nouveau blogue, leprojetjuif.info, avant que leurs relations ne se refroidissent vers 2013.
Il s'installe au Japon en 2014, « pays d'origine de son épouse », dans lequel il a déjà travaillé auparavant, notamment dans un établissement gastronomique, propriété du chef cuisinier français Joël Robuchon. Il travaille alors comme crêpier dans des « restaurants français de Tokyo ». Il est localisé à Kashiwa dans la banlieue de Tokyo au Japon en 2022,. Cette résidence au Japon lui permet d'éviter une extradition vers la France malgré ses condamnations, les deux pays n'ayant pas de conventions sur le sujet.
En juin 2017, à l'approche des élections législatives, il diffuse sur Internet des vidéos à caractère pornographique ainsi que divers documents accusant de harcèlements et de chantages le député et maire de Limoux, Jean-Paul Dupré. En fin de mandat, celui-ci n'était pas candidat à une réélection. Selon Alain Baute (L'Indépendant), Jean-Paul Dupré est victime d'une « manipulation de caniveau » organisée par un « élément de la "fachosphère" » qui diffuse des vidéos de caractère privé sur Internet,.
Fin 2018, objet d'une fiche S, pour son appartenance à la mouvance d'extrême droite radicale, et d'une notice rouge d'Interpol, il serait « activement recherché » par la police,.

## Cybermilitantisme
Boris Le Lay est une figure du cybermilitantisme d’extrême droite, tenant des propos publics ouvertement néonazis, antisémites, racistes, xénophobes et homophobes,. Actif notamment sur les réseaux sociaux grand public, tels que Facebook et Twitter, et sur le média social YouTube — il y cumule plus de 200 000 abonnés au sommet de son activité sur ces plateformes, —, il est à l'initiative, en mars 2010, d'une résurgence de Breiz Atao, un site internet nationaliste breton, dont il est le « responsable légal et principal rédacteur ». Après une condamnation pour provocation à la haine raciale, la page d'accueil du site est déréférencée en avril 2017 par le moteur de recherche Google.
En avril 2014, il lance une « campagne pour la remigration de Bourama », un adolescent malien installé à Concarneau, dont le visa provisoire arrive bientôt à échéance et ayant fait l'objet d'un portrait dans Le Télégramme.
Il perd l'accès à plusieurs de ses réseaux sociaux à partir de la deuxième moitié des années 2010. Son compte YouTube, qui hébergeait une centaine de vidéos, est supprimé en novembre 2017 après de nombreuses requêtes judiciaires, et son compte sur Facebook est lui fermé en avril 2019 alors que la plateforme renforme sa lutte contre les discours haineux après les attentats de Christchurch du 15 mars 2019,.
Il dirige le site du Parti national breton depuis 2021. Ce nom est emprunté à un parti d'extrême droite apparu dans les années 1930 et ayant collaboré la décennie suivante, et a donné naissance à un groupuscule néo-nazi actif en Bretagne depuis au moins 2023,,.

### Démocratie Participative
D'après divers médias,, la direction générale de la police nationale soupçonne Boris Le Lay d'être l'administrateur de « Démocratie Participative » (Democratieparticipative.biz), un site web créé en 2016 et décrit comme « néonazi,, antisémite, raciste, homophobe », et dont le procureur de la République de Paris François Molins cherche à faire interdire la diffusion en France, à la demande de la Délégation interministérielle à la lutte contre le racisme, l'antisémitisme et la haine anti-LGBT (DILCRAH),. Le 27 novembre 2018, le tribunal de grande instance de Paris accède à la demande du procureur et ordonne aux fournisseurs d'accès français le blocage DNS du site dans les quinze jours du jugement sous peine d'astreinte de 10 000 euros par jour de retard dans l'application de la mesure,. L'intéressé a réagi en changeant le nom du site, mais la DILCRAH est parvenue à obtenir en référé des décisions non contradictoires contraignant les fournisseurs d'accès internet à appliquer le même blocage en France à ces nouveaux sites. En outre, selon la DILCRAH, le déréférencement Google rend également l'accès au site plus difficile. Le site reste cependant accessible à la faveur de changements fréquents de son nom de domaine.
Début février 2022 un hacker parvient à s'introduire sur le site d'où Boris Le Lay gère ses serveurs, à détruire plusieurs giga-octets de données et à l'identifier formellement comme le fondateur de Démocratie Participative,. Les données et sauvegardes de plusieurs sites, dont Breizatao et le site du parti national breton, sont totalement effacées. L'attaque sur Démocratie Participative obtient des résultats plus limités, ses administrateurs ayant réussi à mettre le site hors ligne avant que le pirate n'ait pu en effacer toutes les données. Néanmoins ce site et le forum qui lui est attaché restent hors ligne plusieurs jours. Le hacker est en outre parvenu à localiser la ville de résidence de Le Lay au Japon et à obtenir les adresses courriels des abonnés au site Breiz Atao. Y figurent notamment Yann Vallerie, fondateur du site Breizh Info et Vic Survivaliste, YouTubeur d’extrême droite,.
Le site est également la maison mère d'autres sites et forums parmi lesquels Europe-Écologie les Bruns, un forum néonazi, antisémite et raciste de plusieurs dizaines de milliers de pages, avec 4 000 membres inscrits. Le forum réalise notamment l'élection du « sale juif de l'année ». Une partie importante de son contenu est illégal en France, mais bénéficie de la protection du premier amendement de la constitution des États-Unis.

#### Appels au harcèlement
Sur Breiz Atao, Boris Le Lay insulte, lance de fausses rumeurs, menace de violence, fiche et harcèle des élus, des personnes de couleur, des immigrés, des militants et des associations de défense des droits humains. Certains de ces messages sont repris à leur compte par d'autres internautes, et plus tard, il appelle directement à participer à des campagnes de harcèlement concertées, en donnant parfois les coordonnées,. Plusieurs journalistes sont ainsi ciblées, notamment une journaliste du Télégramme  en 2014, une journaliste lyonnaise en 2017,,, et une journaliste de La Nouvelle République en 2020. Il prend part en 2022 à une campagne de harcèlement contre des journalistes lancée par Xavier Azalbert (dirigeant du site de désinformations complotiste FranceSoir) et Idriss Aberkane.
En août 2018, en réaction à la mort d'Adrien Perez, un jeune homme tué d'un coup de couteau en juillet, Génération identitaire organise une manifestation de soutien sans l'accord de la famille. Celle-ci s'indigne, par le biais de son avocat, Denis Dreyfus, d'une « récupération politique » et d'« incitations au racisme orchestrées par les identitaires ». Le site Démocratie Participative publie alors une diatribe antisémite visant Me Dreyfus appelant à la violence et au meurtre. Le Syndicat des avocats de France condamne le post et le parquet de Grenoble ouvre une enquête pour provocation à la haine raciale,.
Le 4 décembre 2020, la justice française ordonne la fermeture du site en raison de la « menace à l'ordre public » que représentent deux de ses publications après l'attentat du 9 août 2020 à Kouré, au Niger. Selon l'ordonnance en référé du tribunal de Paris, les contenus incriminés « exhortent à la haine en valorisant, par les mots et l'image, un passage à l'acte terroriste ».
En janvier 2021, c'est une rappeuse indépendante, Héro Écho, qui est la cible du site et subit une campagne de harcèlement, après la publication d'un clip féministe critiqué sur le site Démocratie Participative ; elle reçoit également de nombreuses insultes antisémites, racistes et sexistes, ainsi que des menaces de mort.

## Condamnations
En 2011, à la suite d'une perquisition à son domicile, Boris Le Lay est condamné pour insultes racistes envers Yannick Martin, le sonneur du Bagad Kemper, à 18 mois de prison avec sursis, à 1 500 € de dommages et intérêts et à 1 000 € de frais d’avocats pour un commentaire posté par un internaute sur le forum du site Breiz Atao qui écrivait « Que cela plaise ou non on n'a jamais vu de Celtes noirs, peut-on lire à propos de Yannick Martin, et nous n'en verrons jamais ». Le jugement de première instance est confirmé en 2013 par un arrêt de la cour d'appel.
En octobre 2013, il est condamné notamment pour contestation de crimes contre l'humanité, et en octobre 2014 pour des propos antisémites. En 2015, il est condamné à six mois de prison, 8 000 euros de dommages et intérêts, ainsi que 800 euros de remboursement des frais de procédure pour provocation à la discrimination raciale à l'encontre de Yannick Martin dans une vidéo postée en juin 2013. En 2016, il est condamné à deux ans de prison ferme pour des insultes contre la magistrate Fatou Mano.
Il est de nouveau condamné en juin 2017 à deux ans et huit mois de prison ferme et 31 500 € de dommages et intérêts pour différentes affaires d'antisémitisme, de provocations à la haine raciale, d'injures publiques, menaces de mort, etc. touchant une quinzaine de victimes, dont Guy Birenbaum, des conseillers généraux du Finistère, le président d'une association ou la directrice d'une école primaire.
En février 2018, Boris Le Lay écope d'une nouvelle peine de deux ans de prison avec mandat d'arrêt. La plainte vient du recteur de l'académie de Rennes, qui lui reproche l'utilisation de trois photos de classe d'une école de Pontivy, publiées et récupérées dans le journal local. Les images avaient été utilisées dans un article de Breizatao pour dénoncer une « africanisation et islamisation fulgurante de la ville ». En septembre 2018, il est condamné à Saint-Brieuc à un an de prison ferme pour provocation à la haine raciale.
En février 2019, il est condamné à un an de prison ferme et cinq ans d'inéligibilité pour provocation publique à la discrimination, après avoir diffusé les coordonnées personnelles d'un conseiller municipal de Callac, et l'avoir qualifié de « factieux communiste » cherchant à « imposer des afro-musulmans infiltrés sur le territoire breton » et visant à « faire prendre en charge ces colons par les travailleurs de la commune ».
En mai 2022, il est condamné à 1 an de prison ferme et 8 000 euros d'amende pour des injures émises à l'égard d'une journaliste, dont certaines à caractère misogyne.
Il cumule une douzaine de condamnations en 2016, et début 2019, celles-ci représentent un total de dix années de prison ferme. Il est défendu durant ses procès par Pierre-Marie Bonneau, lui-même militant nationaliste.
Ces condamnations sont cependant inopérantes en l'absence de convention d'extradition entre la France et le Japon, son pays de résidence. Il est toujours condamné par défaut,. La justice française parvient cependant dès 2020 à faire condamner ses soutiens financiers résidant en France, considérés alors comme complices.